# Internazionali di Tennis Città di Rovereto 2024
Gli Internazionali di Tennis Città di Rovereto 2024 sono stati un torneo maschile di tennis professionistico. È stata la 2ª edizione del torneo, facente parte della categoria Challenger 100 nell'ambito dell'ATP Challenger Tour 2024, con un montepremi di 121 000 €. Si è giocato dal 18 al 24 novembre 2024 sui campi in cemento indoor del Circolo Tennis Rovereto di Rovereto, in Italia.

## Partecipanti

### Teste di serie
| Nazionalità | Giocatore             | Ranking* | Testa di serie |
| ----------- | --------------------- | -------- | -------------- |
| Croazia     | Borna Ćorić           | 97       | 1              |
| Italia      | Luca Nardi            | 105      | 2              |
| Svizzera    | Alexander Ritschard   | 118      | 3              |
| Belgio      | Raphaël Collignon     | 142      | 4              |
| Francia     | Pierre-Hugues Herbert | 145      | 5              |
| Spagna      | Martín Landaluce      | 164      | 6              |
| Regno Unito | Jan Choinski          | 180      | 7              |
| Danimarca   | August Holmgren       | 194      | 8              |

* Ranking all'11 novembre 2024.

### Altri partecipanti
I seguenti giocatori hanno ricevuto una wild card per il tabellone principale:
- Jacopo Berrettini
- Francesco Maestrelli
- Giovanni Oradini

I seguenti giocatori sono entrati in tabellone come alternate:
- Max Hans Rehberg
- Aleksej Vatutin

I seguenti giocatori sono passati dalle qualificazioni:
- Bogdan Pavel
- Oleg Prihodko
- Vitaliy Sachko
- Kilian Feldbausch
- Michael Agwi
- Mika Brunold

Il seguente giocatore è entrato in tabellone come lucky loser:
- Miloš Karol

## Punti e montepremi
| Torneo    | Torneo              | V      | F     | SF    | QF    | 2T    | 1T    | Q | Q2  | Q1  |
| Singolare | Punti               | 100    | 50    | 25    | 14    | 7     | 0     | 4 | 2   | 0   |
| Singolare | Premi in denaro (€) | 16 020 | 9 415 | 5 555 | 3 240 | 1 900 | 1 160 | – | 580 | 290 |
| Doppio    | Punti               | 100    | 50    | 25    | 14    | –     | 0     | – | –   | –   |
| Doppio    | Premi in denaro (€) | 6 845  | 4 050 | 2 400 | 1 420 | –     | 800   | – | –   | –   |

## Campioni

### Singolare
Luca Nardi ha sconfitto in finale  Francesco Maestrelli con il punteggio di 6–1, 6–3.

### Doppio
Sriram Balaji /  Rithvik Choudary Bollipalli hanno sconfitto in finale  Théo Arribagé /  Francisco Cabral con il punteggio di 6–3, 2–6, [12–10].